# تپه خرگوش‌ها (فیلم)
تپه خرگوش‌ها یا واترشیپ دَون (انگلیسی: Watership Down) یک فیلم پویانمایی درام-ماجراجویی بریتانیایی محصول ۱۹۷۸، نویسندگی، تهیه‌کنندگی و کارگردانی مارتین روزن و بر اساس رمان ریچارد آدامز در سال ۱۹۷۲ است. این فیلم، توسط کنسرسیومی از موسسات مالی بریتانیا تأمین مالی شد و توسط شرکت بین‌المللی سینما در بریتانیا توزیع شد. این فیلم که در ۱۹ اکتبر ۱۹۷۸ اکران شد، یک موفقیت فوری بود و ششمین فیلم محبوب سال ۱۹۷۹ در گیشه بریتانیا شد. صداپیشگی جان هرت، ریچارد بریرز، هری اندروز، سایمون کادل، نایجل هاثورن و روی کینیر است و آخرین اثر سینمایی زیرو موستل به عنوان صدای کهار مرغک بود. موسیقی توسط آنجلا مورلی و مالکوم ویلیامسون ساخته شده است. آهنگ موفق آرت گارفانکل «چشمان روشن» توسط ترانه‌سرا مایک بت نوشته شده است.

## داستان
در اساطیر زبان لاپین، جهان توسط خدای فریت خلق شده است. همه حیوانات علف‌خوار بودند و هماهنگ زندگی می‌کردند. خرگوش‌ها تکثیر شدند و اشتهای آن‌ها به کمبود غذا منجر شد. فریت به شاهزاده خرگوش الاحرایره دستور داد تا مردم خود را کنترل کند، اما مورد تمسخر قرار گرفت. در تلافی، فریت هدایای ویژه‌ای به هر حیوانی داد و برخی را به شکار خرگوش‌ها تبدیل کرد. فریت با رضایت از اینکه الاحریره درس خود را آموخته است، سرعت و حیله‌گری را به خرگوش‌ها می‌دهد. در حال حاضر، در یک وارن در نزدیکی سندلفورد، پیشگویی خرگوشی به نام فایور که دید آخرالزمانی دارد و برادر بزرگترش هیزل را می‌برد تا از رئیس برای تخلیه درخواست کند. رئیس آن‌ها را برکنار می‌کند و به کاپیتان هالی، رئیس پلیس اوسلا، دستور می‌دهد تا جلوی کسانی را بگیرد که می‌خواهند آن‌جا را ترک کنند. فایور و هیزل به همراه خرگوش‌های دیگری به نام‌های بیگویگ، بلک بری، پیپکین، داندلیون، سیلور و ویولت موفق به فرار می‌شوند و تابلویی (برای آن‌ها بی‌معنی) تأیید می‌کند که یک ساختمان مسکونی در راه است. آن‌ها از طریق جنگل سفر می‌کنند و از چندین موقعیت خطرناک دوری می‌کنند. تا اینکه ویولت - تنها آهوِ گروه - توسط یک شاهین کشته می‌شود. در نهایت بقیه با خرگوشی به نام کوسلیپ ملاقات می‌کنند، که آن‌ها را به خانه خود دعوت می‌کند، جایی که یک کشاورز از گروه کوسلیپ سبزیجات فراوان می‌گذارد. آن‌ها سپاسگزار هستند، اما فایور وقتی چیزی ناراحت‌کننده را در جو احساس می‌کند، آن‌جا را ترک می‌کند. بیگویگ دنبال او می‌رود و فایور را به خاطر ایجاد تنش در زمانی که یک دام بیگویگ را گرفتار می‌کند، سرزنش می‌کند. دوستان بیگویگ موفق می‌شوند او را آزاد می‌کنند و فایور متوجه می‌شود که کشاورز در حال محافظت و غذا دادن به وارن کوسلیپ است تا بتواند خرگوش‌ها را برای وعده‌های غذایی خود به دام بیندازد. گروه به سفر خود باز می‌گردد. خرگوش‌ها مزرعه ناتنگر را کشف کردند که حاوی کلبه‌ای از حیوانات اهلی است. قبل از اینکه بتوانند ماده‌ها را آزاد کنند، گربه و سگ مزرعه آن‌ها را بدرقه می‌کنند. بعداً آن‌ها توسط کاپیتان هالی پیدا می‌شوند که تخریب سندلفورد توسط انسان‌ها و همچنین خرگوش‌های شرور به نام افرافان را بازگو می‌کند. فیفر سرانجام تپه‌ای را که تصور می‌کرد، واترشیپ دون می‌یابد، جایی که گروه با هیزل به عنوان رئیس جدیدشان مستقر می‌شوند. آن‌ها به زودی با یک مرغ دریایی مجروح سر سیاه به نام کهار دوست می‌شوند که در جستجوی این‌ها پرواز می‌کند. در آن شب، خرگوش‌ها به مزرعه ناتنگر برمی‌گردند تا خرگوش‌ها را آزاد کنند، اما تلاش برای آزاد کردن آن‌ها با شکست مواجه می‌شود که با شلیک گلوله هیزل می‌میرد. فایور رویایی از خرگوش سیاه افسانه‌ای را برای برادر مجروح خود دنبال می‌کند. کهار برمی‌گردد و در حالی که با منقار خود از پای هیزل به بیرون می‌زند، گزارش‌هایی از کارهای زیادی در وارن بزرگ افرافا می‌دهد. کاپیتان هالی آن را به عنوان یک دولت تمامیت‌خواه خطرناک توصیف می‌کند، اما هیزل احساس می‌کند که باید به آن‌جا بروند. بیگویگ به وارن نفوذ می‌کند و توسط فرمانده بی‌رحم آن‌ها، ژنرال واندورت، افسر اوسلا کشته می‌شود. بیگویگ چندین فراری بالقوه را برای هدف خود استخدام می‌کند، از جمله بلکاور و هایزنتلی. با کمک کهار، فراریان یک قایق برای شناور شدن در رودخانه پیدا می‌کنند. در آن شب کهار با شکرگزاری رزمندگان عازم وطن می‌شود. ردیاب‌های افرافان سرانجام واترشیپ دون را پیدا می‌کنند. واندورت پیشنهاد صلح هیزل را رد می‌کند و می‌خواهد که همه فراریان تحویل داده شوند وگرنه واترشیپ دون از بین خواهد رفت. در حالی که خرگوش‌های واترشیپ دون خود را سد می‌کنند، فایور به حالت خلسه می‌لغزد، که در آن سگی را تصور می‌کند که در جنگل می‌دود. زمزمه‌های او الهام‌بخش هیزل می‌شود که سعی کند سگ مزرعه را آزاد کند و به افرافان برساند. هنگامی که آن‌ها به مزرعه می‌رسند، هیزل سگ را باز و آن را رها می‌کند در حالی که بلک بری، پیپکین و هایزن از خود به‌عنوان طعمه استفاده می‌کنند تا حیوان را وادار به تعقیب آن‌ها کنند. در همین حال، هنگامی که افرافان از دفاع وارن عبور می‌کند، به تنهایی وارد می‌شود. بلکاور به او حمله می‌کند؛ اما به راحتی کشته می‌شود. بیگوینگ، واندورت را کمین می‌کند و با آن‌ها تا حد سکون مبارزه می‌کنند. هنگامی که سگ از راه می‌رسد و شروع به حمله به افرافان می‌کند، واندورت، بیگویگ را رها می‌کند و بدون ترس به سگ حمله می‌کند. با این حال، هیچ ردی از واندورت یافت نشد، که سرنوشت او را رمز و راز باقی می‌گذارد. چندین سال بعد، هیزل سالخورده یک خرگوش شبح‌وار عجیب ملاقات می‌کند، که او را دعوت می‌کند تا به اوسلای خودش بپیوندد و به او از امنیت همیشگی واترشیپ دون اطمینان دهد. هیزل با اطمینان خاطر می‌پذیرد و با آرامش می‌میرد. روح او بازدیدکننده از میان جنگل‌ها و درختان به سمت خورشید، که به فریت، و زندگی پس از مرگ تبدیل می‌شود، تعقیب می‌کند، زیرا توصیه فراق فریت به الاحریره بار دیگر شنیده می‌شود.

## بازیگران
- جان هرت در نقش هیزل
- ریچارد برایرز در نقش فایور
- مایکل گراهام کاکس در نقش بیگویگ
- جان بنت در نقش کاپیتان هالی
- رالف ریچاردسون در نقش خرگوش اصلی سندلفورد
- سایمون کادل در نقش بلک بری
- روی کینیر در نقش پیپکین
- ترنس ریگبی در نقش نقره‌ای
- مری مدوکس در نقش شبدر
- ریچارد اوکالاگان در نقش داندلیون
- دنهولم الیوت در نقش کوسلیپ
- زیرو موستل در نقش کهار
- هری اندروز در نقش ژنرال ووندروت
- هانا گوردون در نقش هایزنتلی
- نایجل هاثورن در نقش کمپیون
- لین فارلی در نقش گربه
- کلیفتون جونز در نقش بلکاور
- درک گریفیث در نقش ورواین و شرویل
- مایکل هوردرن در نقش فریت
- جاس آکلند در نقش خرگوش سیاه
- میشل پرایس در نقش لوسی
- درک گریفیتس

## تولید
حقوق فیلم توسط تهیه‌کننده مارتین روزن خریداری شد. او این کار را با کمک یک بانک‌دار بازرگان به نام جیک ایبرتس انجام داد که از این تجربه آنقدر لذت برد که باعث شروع کار ایبرتس در صنعت فیلم شد. گزینه حقوق فیلم ۵۰۰۰۰ پوند بود. روزن بودجه را ۲.۴ میلیون دلار تخمین زد. ایبرتس یک میلیون دلار از شرکت پیرسون و مشتریان بانک تجاری لازارد جمع‌آوری کرد. تولید این فیلم در سال ۱۹۷۵ توسط یک استودیوی انیمیشن سازی جدید که در لندن توسط روزن تشکیل شده بود، آغاز شد. در ابتدا قرار بود این فیلم توسط جان هابلی کارگردانی شود که پس از اختلاف نظر با تهیه‌کننده فیلم، مارتین روزن، آن را ترک کرد. کارهای او را هنوز هم می‌توان در فیلم یافت، به ویژه در صحنه‌ی «افسانه». روزن جایگزین او شد که به این ترتیب اولین کارگردانی خود را انجام داد. پس‌زمینه‌ها و مکان‌ها، به ویژه افرافا و راه‌آهن مجاور، بر اساس نمودارها و نقشه‌های رمان اصلی ریچارد آدامز است. اکثر لوکیشن‌های فیلم یا وجود دارند یا بر اساس مکان‌های واقعی در همپشایر و مناطق اطراف آن هستند.

### موسیقی
موزیک توسط آنجلا مورلی و مالکوم ویلیامسون ساخته شد، مورلی پس از عقب افتادن آهنگساز جایگزین ویلیامسون شد و تنها پیش درآمد و موضوع عنوان اصلی را به صورت طرحی ساخت. فهرستی از نشانه‌های موسیقی فیلم را می‌توان در وب‌سایت آهنگساز یافت، که همچنین اطلاعاتی در مورد آهنگسازان مختلف کار بر روی پروژه ارائه می‌دهد‌‌.‌‌‌‌‌‌‌‌‌موسیقی متن شامل آهنگ شماره ۱ بریتانیایی آرت گارفانکل به نام  است که توسط خواننده و ترانه‌سرای بریتانیایی مایک بت نوشته شد‌ه است. او همچنین آهنگ‌های دیگری برای این فیلم نوشت که استفاده نشد. آهنگساز سه آهنگ را با آواز گارفونکل ضبط کرد، اما تنها «چشمان روشن» به فیلم راه یافت. آهنگ «وقتی در باران راهت را گم می‌کنی» حس و تنظیم بسیار مشابهی دارد و توسط کالین بلانستون خواننده سابق زامبی‌ها در سال ۱۹۷۹ ضبط شد. نسخه گارفونکل، سال‌ها بعد در موسیقی متن سریال تلویزیونی واترشیپ دون (۲۰۰۰) منتشر شد. این آهنگ، مانند بسیاری دیگر که در مو‌‌سیقی متن تلویزیون ظاهر شد، هرگز در برنامه استفاده نشد.‌

## پخش و برخورد
تپه خرگوش‌ها اولین بار در ۱۹ اکتبر ۱۹۷۸ در بریتانیا و بعداً در ۱ نوامبر ۱۹۷۸ در ایالات متحده اکران شد. برای دومی، فیلم توسط AVCO Embassy Pictures توزیع شد.

### باجه بلیط‌فروشی
این فیلم در گیشه بسیار موفق بود. به گفته جیک ایبرتز، سرمایه‌دار، سرمایه‌گذارانی که ۵۰۰۰۰ دلار بودجه توسعه داده‌اند «پول خود را با بهره، به اضافه ۴۵۰۰۰۰ دلار دیگر پس گرفتند، که در مجموع ده برابر سرمایه‌گذاری خود می‌شود». گزارش شده است که سایر سرمایه‌گذاران در این فیلم بازدهی ۵۰۰۰ درصدی از سرمایه خود دریافت کردند.

### جوایز
این فیلم در سال ۱۹۷۹ نامزد جایزه هوگو برای بهترین نمایش دراماتیک شد.

## رسانه‌ها

### کتاب عکس
یک کتاب تصویری اقتباسی نیز با عنوان کتاب تصویری فیلم تپه خرگوش‌ها تولید شد. دو نسخه از کتاب منتشر شد، یکی جلد گالینگور و دیگری با جلد پارچه تقویت شده. محتویات شامل عکس‌های فیلم همراه با ترکیبی از روایت و گزیده‌ای از فیلمنامه و همچنین پیش‌گفتاری از آدامز و پیش‌گفتاری از روزن است.